# Elmedin Konaković
Elmedin Konaković (Sarajevo, 3 settembre 1974) è un politico ed ex cestista bosniaco, ministro degli affari esteri dal 25 gennaio 2023.
È il presidente del partito Popolo e Giustizia ed è stato in precedenza membro della Camera dei rappresentanti della Federazione di Bosnia ed Erzegovina.
Konaković è stato anche membro della Camera dei popoli della Federazione di Bosnia ed Erzegovina e Primo Ministro del Cantone di Sarajevo dal 2015 al 2018.

## Biografia
Konaković è nato a Sarajevo, allora in Jugoslavia, nell'attuale Bosnia ed Erzegovina, nel 1974. Si è laureato presso la Scuola Secondaria di Ingegneria elettrica e, dopo la guerra in Bosnia, presso la Facoltà di Sport ed Educazione Fisica dell'Università di Sarajevo.
Durante la guerra in Bosnia Konaković si unì all'Armata della Repubblica di Bosnia ed Erzegovina (10ª brigata da montagna e 15ª brigata motorizzata) e giocò nel famoso club di basket di Sarajevo, KK Bosna. Ha continuato la sua carriera alla fine degli anni '90 in Slovenia, Ungheria e Romania. Nel 2002 Konaković è diventato direttore della nazionale maschile di pallacanestro della Bosnia ed Erzegovina e nel 2003 direttore del KK Bosna, posizione che ha ricoperto fino al 2007.

### Carriera politica
Nel 2004 Konaković è entrato a far parte del Partito d'Aazione Democratica (SDA) ed è stato eletto nel consiglio locale del comune di Centar a Sarajevo. Alle elezioni municipali del 2008 si è candidato come sindaco di Centar Sarajevo, ma senza successo. Dopo le elezioni generali del 2010, è entrato nell'Assemblea cantonale di Sarajevo ed è diventato presidente del gruppo parlamentare del SDA.
Il 23 marzo 2015 Konaković è stato nominato primo ministro del cantone di Sarajevo; è stato rimosso dall'incarico nel marzo 2018, dopo aver deciso di lasciare il partito SDA. Konaković ha quindi fondato il suo partito Popolo e Giustizia ed è stato eletto presidente dell'Assemblea cantonale di Sarajevo dopo le elezioni generali del 2018, rimanendo in carica fino a gennaio 2020. Nel frattempo, nel luglio 2019, è stato nominato membro della Camera dei popoli federale.

#### Ministro degli affari esteri (2023-oggi)
Il 25 gennaio 2023, a seguito della formazione di un nuovo Consiglio dei ministri presieduto da Borjana Krišto, Konaković è stato nominato ministro degli Affari esteri all'interno del governo Krišto.

## Vita privata
Konaković è sposato con la giornalista di Al Jazeera Balkans Dalija Hasanbegović e insieme hanno un figlio. Non possiede proprietà immobiliari, mentre sua moglie possiede diverse proprietà a Sarajevo come eredità della famiglia Merhemić. In precedenza è stato sposato con le modelle Aida Osmanović e Martina Saira Keškić, fino al 2014.
Oltre al nativo bosniaco, Konaković parla correntemente l'inglese e conosce bene l'italiano e il rumeno.